# 广厚乡
广厚乡，是中华人民共和国黑龙江省齐齐哈尔市龍江縣下辖的一个乡镇级行政单位。

## 行政区划
广厚乡下辖以下地区：
广厚村、万发村、东阳村、北山村、一村、二村和三村。